# Lissonota hilaris
Lissonota hilaris är en stekelart som först beskrevs av Cresson 1879.  Lissonota hilaris ingår i släktet Lissonota och familjen brokparasitsteklar. Inga underarter finns listade i Catalogue of Life.